# Symbolae Botanicae
Symbolae Botanicae (abreviado Symb. Bot.) es un libro con ilustraciones y descripciones botánicas que fue escrito por el botánico noruego, Martin Vahl. Fue publicado en 3 volúmenes en los años 1790-1794.